# Circular
《Circular》는 엠씨 더 맥스의 아홉 번째 정규 음반이다. 2019년 1월 2일, 8집 앨범 발매 이후 3년 만에 새롭게 발매한 엠씨 더 맥스의 9집 정규 앨범이다. 《Circular》는 광활한 얼음 대지 위에 원형으로 이루어진 순환적인 구조의 빙하 균열을 상상하며 착안하였다. 균열은 불완전을 뜻하고 균열이 메워지면서 원활히 순환하는 것처럼, 살아가며 사랑하며 생기는 여러 감정의 상처와 회복을 노래로 표현하고자 하였다.
엠씨더맥스의 이번 9집 앨범 《Circular》는 멤버 이수가 전체 프로듀싱을 맡아 7집과 8집을 함께 작업했던 작품자들과의 협업을 통해 앨범의 완성도를 높였다.

## 곡
1. 사계 (하루살이)
(Lyrics by 이수 Composed by 김창락, 김수빈, 조세희, 최종훈 Arranged by 김창락, 김수빈, 조세희, 강민훈)
2. 넘쳐흘러
(Lyrics by 이수 Composed by 한경수 at ArtMatic, 최한솔, 김창락 Arranged by 최한솔, 한경수 at ArtMatic)
3. 시간을 견디면
(Lyrics by 이수 Composed & Arranged by 송양하, 김재현)
4. 그걸로 나는 충분해요
(Lyrics by 제이윤 Composed 제이윤 Arranged by 제이윤, 전민혁)
5, 너의 목소리가 들려
(Lyrics by 최성일, 민연재 Composed & Arranged by 최성일)
6. 물그림
(Lyrics by 이수 Composed & Arranged by 송양하, 김재현)
7. 가
(Lyrics by 이수 Composed & Arranged by 고영환 (mAd sOuL cHiLd)
8. Eh-O!
(Lyrics by 이수 Composed 제이윤 Arranged by 제이윤, 전민혁)
9. Circular OP.1 (Crevasse)
(Lyrics by 이수 Composed & Arranged by 이수)
10. Circular OP.2 (Restored)
(Lyrics by 이수 Composed & Arranged by 이수)
11. 사계 (하루살이) (Inst)
(Composed by 김창락, 김수빈, 조세희, 최종훈 Arranged by 김창락, 김수빈, 조세희, 강민훈)
12. 넘쳐흘러 (Inst)
(Composed by 한경수 at ArtMatic, 최한솔, 김창락 Arranged by 최한솔, 한경수 at ArtMatic)
13. 그걸로 나는 충분해요 (Inst)
(Composed 제이윤 Arranged by 제이윤, 전민혁)
14. 물그림 (Inst)
(Composed & Arranged by 송양하, 김재현)